# Scipopus rufilabris
Scipopus rufilabris är en tvåvingeart som beskrevs av Günther Enderlein 1922. Scipopus rufilabris ingår i släktet Scipopus och familjen skridflugor. Inga underarter finns listade i Catalogue of Life.